# Ponte Laureano Gómez
Il ponte Laureano Gomez, noto anche come ponte Pumarejo (in spagnolo puente Pumarejo) è un'infrastruttura di collegamento viario che attraversa il fiume Magdalena, a 20 km del suo sbocco nel Mar dei Caraibi, all'altezza di Barranquilla e il municipio di Sitionuevo nel dipartimento di Magdalena, in Colombia. Il ponte collega Barranquilla con l'isola di Salamanca e con il resto del paese, attraverso l'insediamento di Ciénaga. Il ponte venne ufficialmente intitolato al presidente della Colombia Laureano Gómez Castro, ma la popolazione decise di denominarlo col nome del suo promotore, il dirigente Alberto Pumarejo, e con questo nome è conosciuto in tutto il paese. Il ponte è stato sostituito a partire dalla fine dell'anno 2019 da un ponte nuovo ed è stato chiuso al traffico in attesa di una decisione sul suo futuro.

## Storia

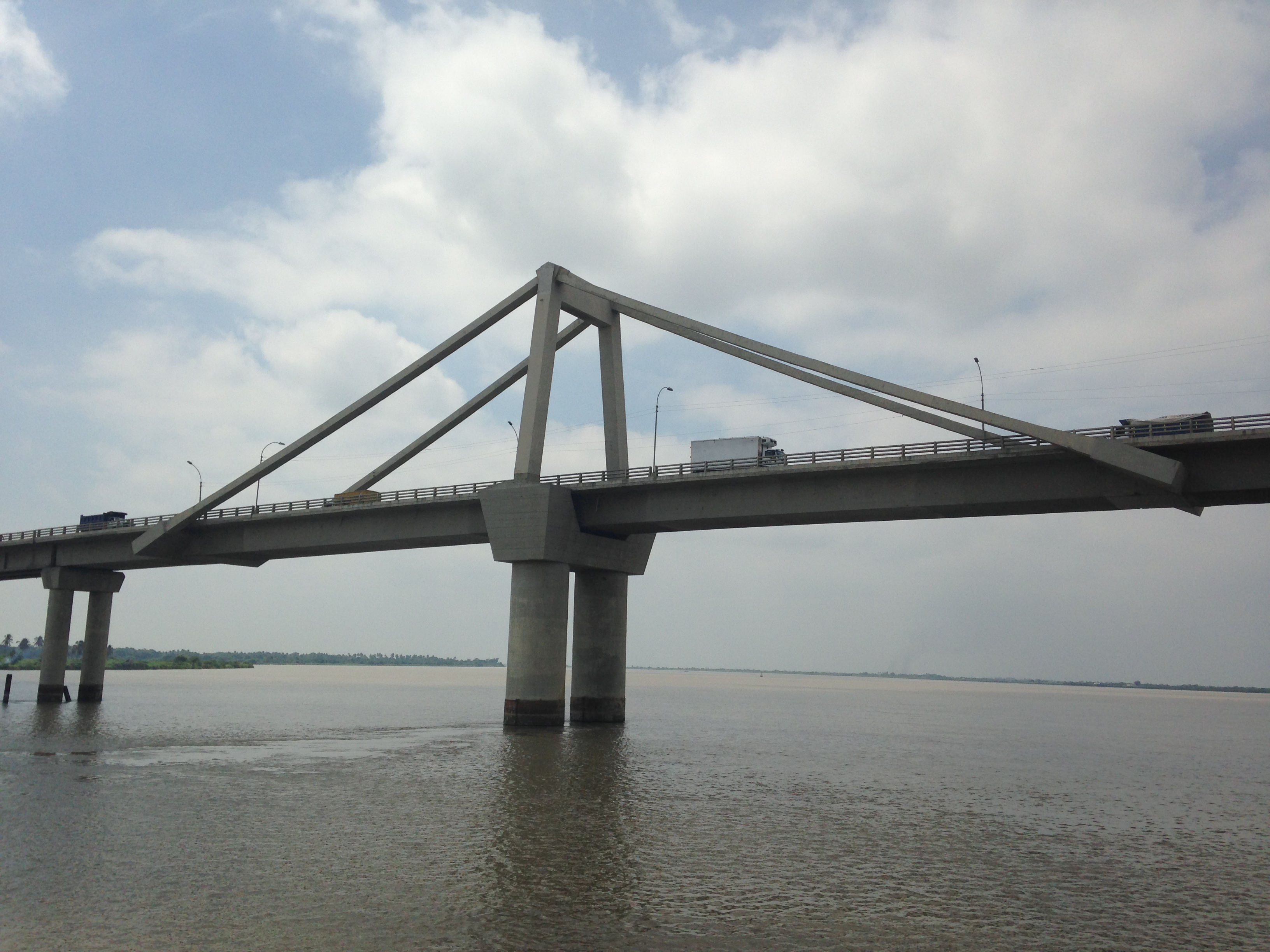
Particolare del pilone

Inizialmente si pensò di realizzare questo ponte di fronte alla Zona Franca di Barranquilla, in modo che l'infrastruttura fosse a un'altezza di 40 metri sulle acque; tuttavia, tale ipotesi sarebbe costata 40 milioni di pesos, per cui l'amministrazione di Lleras Restrepo (1966-1970) optò per l'attuale soluzione. Il 1º luglio 1970 fu firmato il contratto di costruzione del ponte con il consorzio formato da Cuéllar, Serrano, Gómez, Ltda. e l'impresa di ingegneri italiani Lodigiani S.A. per un valore di COP $143 200 000 e un tempo di consegna di 30 mesi. Il ponte venne progettato dal professore italiano, ingegner Riccardo Morandi.

## Caratteristiche tecniche
Il ponte Pumarejo è stato il più lungo del paese fino l'inaugurazione del ponte Balseadero nell'Huila (lungo 1,7 km) a giugno di 2015.
La sua lunghezza totale, da riva a riva, è di 1 489 m, divisa in tre sezioni: la prima, di 319 m che corrispondono all'accesso a Barranquilla, la seconda, di 282 m nel settore centrale e la terza di 887 m per quella che accede allo svincolo magdalenense di Palermo; includendo le vie di accesso, l'opera è lunga 3 383 m e ha una capacità di 1 500 veicoli all'ora.

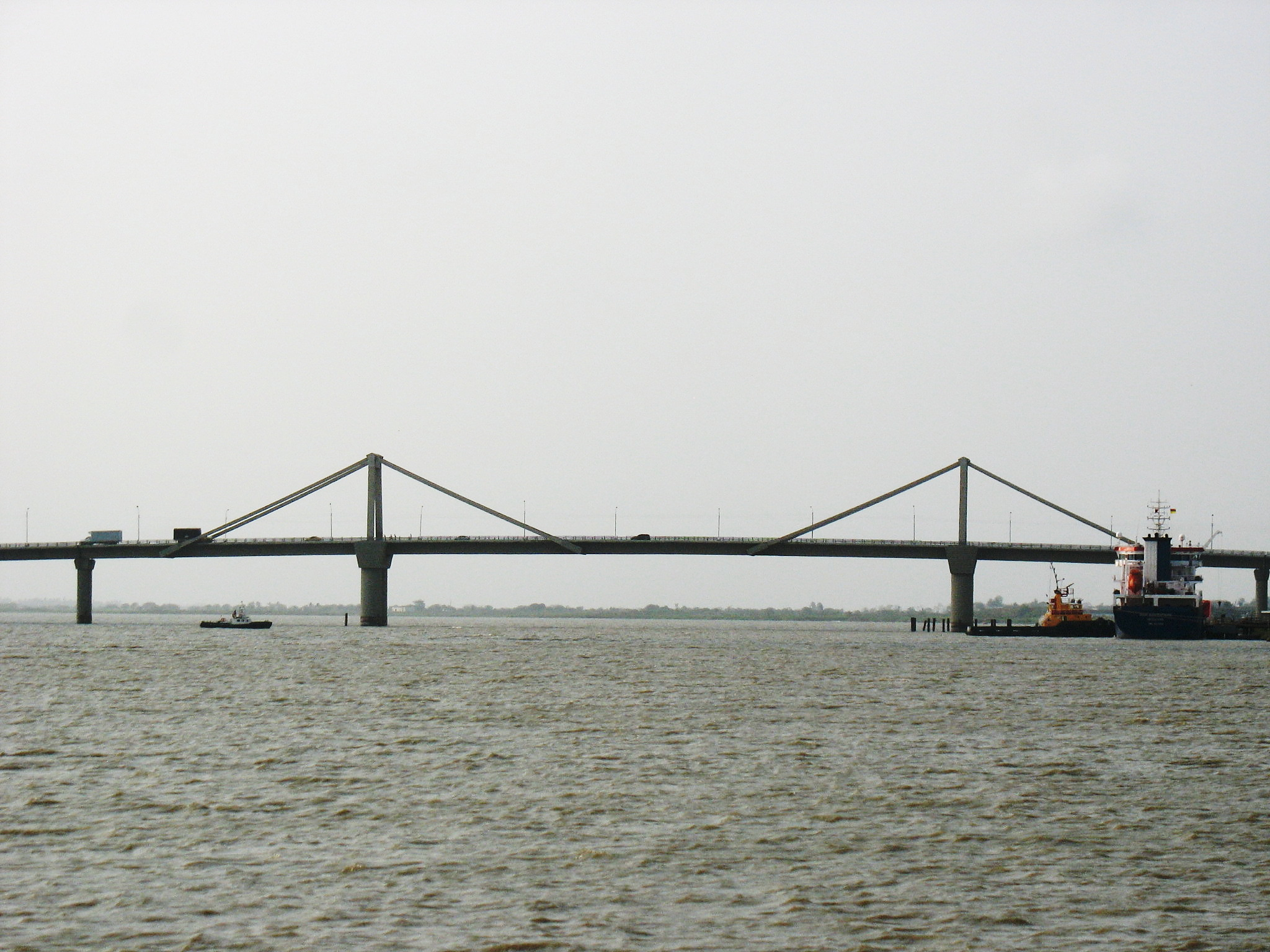
Vista laterale del ponte

I piloni raggiungono una profondità di 30 m dentro al letto del fiume e sono stati costruiti in cemento armato con una media di 1,80 m di diametro. Complessivamente, il ponte è sostenuto da 56 serie di colonne che formano 29 campate in travi prefabbricate di 47 metri; ogni luce maggiore di 140 m ne ha due adiacenti di 70 m, formate da travi a cassetto sostenute da quattro appoggi rigidi (colonne) e quattro appoggi elastici (estremi dei tiranti ricoperti di cemento). Le colonne maggiori sono di 5 metri e le minori di 2,5 metri di diametro. La larghezza dell'impalcato è di 12,5 m, e l'altezza massima sul livello delle acque del canale di navigazione è di 16 metri.
Durante la costruzione del ponte Pumarejo vennero impiegate le tecniche più avanzate esistenti all'epoca: si prefabbricarono le lastre delle strade rialzate; si piantarono 332 piloni alla profondità di 20–30 m; furono costruite le grandi travi di 120 tonnellate di peso per il sistema di cavi pretensionati; si utilizzarono centine a scivolo intavolate di acciaio per la fusione delle colonne, travetti prefabbricati, oltre a un insieme di supporti di gru, navi, impalcature e centrali di mescolamento. L'opera fu costruita da 500 operai in 3.400.000 ore di lavoro e 42 mesi di costruzione.

## Importanza regionale e aspetti socioculturali

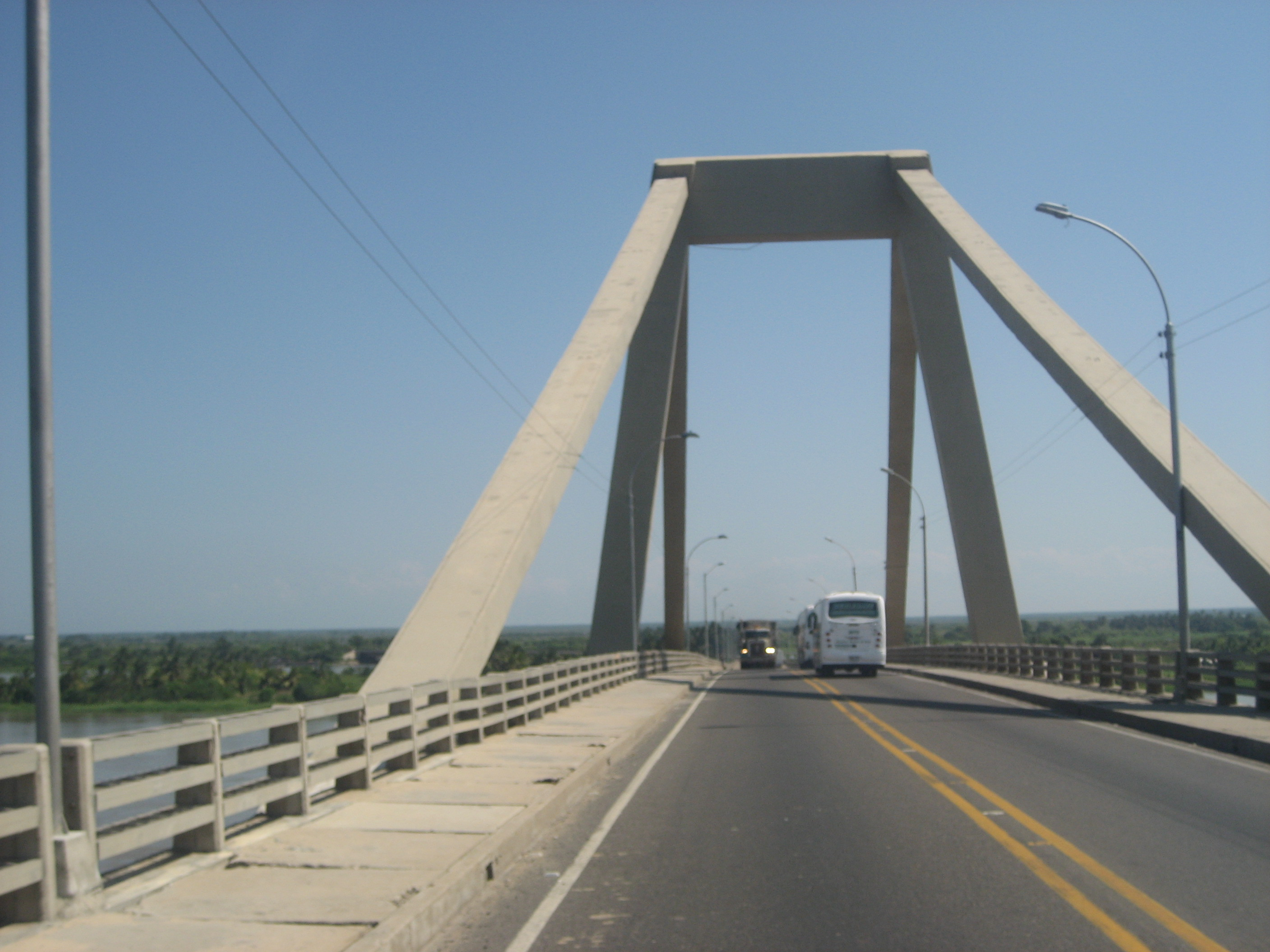
Attraversamento del ponte

Il ponte Pumarejo fu inaugurato il 6 aprile 1974 dal presidente colombiano Misael Pastrana Borrero.
Oltre a servire come arteria viaria dei dipartimenti della Costa Atlantica, ne è stata un elemento fondamentale del suo sviluppo, promuovendo lo scambio commerciale con i dipartimenti orientali della Costa e l'interno del paese. È stato utilizzato anche come via per il gasdotto proveniente dalla Guajira e per le reti elettriche.
Il ponte causò un arrivo considerevole di immigrati provenienti dai vicini dipartimenti di Magdalena, Cesar e La Guajira a partire dagli anni 1970. Essi portarono con sé le proprie tradizioni e costumi, inclusa la musica vallenata, che proprio dopo la costruzione del ponte andò diffondendosi a Barranquilla negli anni 1970 e 1980.
Il ponte Pumarejo è quindi un'icona culturale e dello sviluppo di Barranquilla, ed è stato cantato da orchestre nazionali e straniere come "Ponte Pumarejo".
Il Pumarejo è stato per molti anni il ponte più lungo della Colombia, fino alla costruzione nel 1997 del ponte "Antonio Escobar Camargo" che unisce i centri abitati di Piatto (Magdalena) e Zambrano (Bolívar).
Il ponte compare nelle immagini iniziali del video musicale di Shakira e Carlos Vives "La Bicicleta".

## Sostituzione, chiusura e demolizione
Il 18 agosto 2015 è iniziata la costruzione di un nuovo ponte, che è nuovamente il più lungo del paese (3,2 km) e che è entrato in funzione il 20 dicembre 2019. Il vecchio ponte del 1974 è stato chiuso al pubblico. Vengono esaminate varie alternativa sul futuro del vecchio ponte: si va dalla demolizione totale, sic et simpliciter, fino alla demolizione della sola parte centrale per consentire il passaggio delle navi sotto il nuovo ponte e convertirne gli accessi allo scopo di farne un luogo panoramico per turisti.